# 에덴의 동쪽 (드라마)
《에덴의 동쪽》은 2008년 8월 26일부터 2009년 3월 10일까지 문화방송을 통해 방송된 텔레비전 드라마이다. 제작사는 코어콘텐츠미디어와 젤리박스다.

## 기획 의도
1960년부터 2000년대까지를 배경으로 한날 한시에 같은 병원에서 태어난 두 남자의 엇갈린 운명과 복수를 다루었다.

## 등장인물

### 주요 인물
- 이동철 (송승헌 / 아역 : 신동우, 김범) : 1956년생. 대화그룹 수장이자 故 국대화 회장의 후계자. 태성전자 대표이사. 前 인터내셔널 카지노 대표. 前 인터내셔널 카지노 보안실장. 태성광업소 노조위원장 이기철과 양춘희 사이에서 태어난 맏아들로 어린 시절 아버지가 탄광 사고를 가장한 살해를 당하자 아버지의 원수인 신태환을 저주하고 대항하다가 소년원에 끌려 들어가면서 위기를 맞지만, 왕건을 만나 소년원을 탈출하고 후에 챙을 만나면서 마카오로 밀항. 사설 도박장 딜러로 일을 하면서 마카오의 대부 스티브 패커의 아들 마이크를 구하며 영란, 마이크와 인연을 맺게 되고 후에 마이크를 살해하려 했던 조직으로부터 영란을 구하게 되면서 국 회장의 눈에 들게 된다. 국 회장의 도움으로 한국으로 오게 된 동철은 인터내셔널 카지노 보안실장이 되면서 국 회장의 수족이 되고 반대세력의 테러와 마카오에서 터진 후계자 전쟁 등을 겪으면서 국 회장의 오른팔로서의 입지를 다져간다. 하지만 사랑했던 영란에 대한 마음을 접지 못하고 그로 인해 국 회장으로부터 버림을 받고 폐차장을 관리하며 살아가게 되나 국 회장의 부름으로 다시 제자리를 찾게 되고 그때 즈음 동생 동욱에 대한 출생의비밀이 밝혀지며 하늘이 무너지는 고통을 당한다. 동철은 동생 동욱이 흔들리지 않도록 모든 노력을 기울이지만 동욱은 이미 신태환의 하수인이 되어버리고 국 회장의 밑에 속해있던 조직들마저 후계자 자리를 두고 반란 조짐이 일어나자 동철은 국 회장과 영란을 구해냄으로 인해 영란과의 사랑은 물론 후계자까지 인정받게 된다. 하지만 국 회장에게 반란을 일으킨 조직 중 가장 강한 세력이었던 나광훈이 삼합회 한국 책임자였던 재키와 손을 잡고서 영란의 생사를 걸고 압박해오자 나광훈과 재키로부터 영란을 지키려다가 동욱에게 체포 당하게 되고 감옥에 수감 당하게 되지만 부하인 왕건과 독사의 도움으로 탈출, 영란을 구하는데는 성공하지만 자신은 나광훈에게 잡혀 인질이 되고 동욱이 협상을 벌이는 과정에서 나광훈이 동욱을 쏘려고 하자 몸으로 총알을 막아내고 사랑하는 영란의 품에서 숨을 거두게 된다.
- 이동욱 (연정훈 / 아역 : 박건우) : 1961년 12월 23일생. 서울중앙지검 특수부 검사. 이기철의 아들이지만 실제는 신태환의 핏줄. 자신의 아버지는 죽이고 형의 인생까지 망가뜨린 신태환을 저주하고 그를 법의 심판대 위에 세우기 위해 공부해 검사가 되었다. 가난한 고학생시절 신태환의 아들 신명훈에게 목숨처럼 사랑하던 지현을 빼앗기고 대학생 때 민주화운동을 주도하여 남영동 대공분실 신세를 지기도 하였지만 오로지 신태환에게 복수하겠다는 일념 하나로 이겨냈다. 후에 검사가 되어 신태환을 조사하지만 신태환이 쳐놓은 권력과 돈의 힘에 의해 몸통은 건드리지 못하고 뿌리만 건드리게 되고 그 와중에 국 회장의 심복으로 카지노를 비롯 여러 사건에 휘말린 형과 자신의 출생의 비밀이 드러나며 하늘이 무너지는 고통을 당하고 가족들 마저 불신하며 신태환의 수족으로 돌아서서 동철에게 대항하고 마침내 그를 체포한다. 하지만 신태환의 비리가 신명훈의 폭로로 드러나면서 신태환에게서 돌아서고 재키에게 인질로 잡힌 형 동철을 구하려다 형이 대신 총에 맞고 죽자 참회하며 후회한다.
- 민혜린 (이다해) : 언론재벌 민 회장의 둘째 딸. 문화일보 사회부 기자. 이동욱의 동기동창이자 언론재벌 민 회장의 딸로 정치권력에 좌지우지되는 아버지를 경멸하고 아버지에 대항하며 반항적인 태도를 보이지만 후에 양심 있는 언론인의 모습으로 사회의 불의에 대항한다. 이동욱을 사랑하지만 이동욱의 마음에는 지현 밖에 없다는 것을 알고 가슴아파 한다. 후에 미국으로 유학을 떠난다.
- 김지현 (한지혜 / 아역 : 남지현) : 1961년생. 황지역(現 태백역)장 김갑수의 손녀. 태성호텔 사장. 이동욱을 사랑했으나 자신을 일방적으로 짝사랑하던 신명훈의 겁탈로 인해 혼전임신결혼하면서 신태환 일가의 며느리가 된다. 하지만 서민출신이라는 태생적인 콤플렉스와 자신과 자신의 아들 태호가 언제 내쳐질지 모른다는 불안감으로 신태환의 수족이 되고 온갖 모략과 권모술수를 동원해 정치권을 비롯한 음지의 세력들과 유착한다. 하지만 이후 신태환의 인정을 받으며 권력과 야망의 꿈을 꾸기 시작하면서 태성그룹을 자신의 아들 태호에게 물려 받게 하기 위해 온갖 비리를 저지르며 무섭게 변해간다. 그러나 신태환이 자신의 비리를 자신 대신 쓰고 들어가라는 부탁을 하자 수용하지만 후에 신명훈의 부탁으로 인해 모든 것을 내려놓고 자신의 죄를 모두 인정한 채 죄값을 치르게 된다.
- 신명훈 (박해진 / 아역 : 원덕현) : 1961년 12월 23일생. 태성건설 사장. 신태환의 아들이지만 실상은 이기철의 핏줄. 겉 모습은 아름다운 미남자이나 어릴 적부터 아버지 신태환을 닮아 거칠고 잔인한 기업사냥꾼으로 성장한다. 자신의 미래와 아버지에게 인정 받고 싶은 마음 하나로 온갖 비리와 폭력을 서슴지 않고 살지만 출생의 비밀이 밝혀지고 대항했던 이동철이 자신의 친형임이 밝혀지자 이동철에 협조, 이동철이 태성전자를 인수하고 또한 철강회사를 인수 합병하게 하는데 큰 도움을 준다. 이후 이동욱이 신태환의 수족이 되어 옥죄어오자 태성그룹 비리를 자신 손으로 터뜨려 태성그룹을 무너뜨리는데 일조한다.
- 국영란 (이연희) : 1963년생. 국대화 회장의 외동딸. 마카오 카지노 대부 스티브 패커의 4번째 아들 마이크 패커의 아내. 인터내셔널 카지노 대표. 처음 동철이 자신과 마이크를 구해줬을 때부터 사랑을 느꼈고 후에 이동철이 자신을 구해줬을 때는 마음을 적극적으로 표현하며 이동철의 여자로 살고자 했지만 돈과 권력에 집착한 아버지 국 회장 때문에 사랑을 포기해야 했고 복수를 위해 자신이 아닌 아버지를 택한 이동철을 보며 가슴아파한다. 하지만 후에 아버지의 후계자가 되기 위해 부단한 노력을 다하고 이동철에게 맞서보지만 오히려 아버지 국 회장에게 자신의 마음을 간파 당하고 더욱 가슴아파한다. 하지만 후에 국 회장이 이동철과의 사이를 인정하고 교제하지만 이동철이 자신을 구하기 위해 감옥을 탈출, 구출하는데는 성공하지만 동철이 동생 동욱을 대신해 총을 맞고 죽자 오열한다. 이동철 사후 이동철의 딸을 낳고 이동철의 가족과 같이 산다.

### 이동철 주변 인물
- 양춘희 (이미숙) : 이기철의 첫째 부인이자 이동철의 어머니, 이동욱의 양모, 신명훈의 생모. 태성광업소 노조위원장 이기철의 아내이자 억척스러운 여장부. 신태환의 계략으로 남편 이기철이 죽자 그에 대항하지만 힘이 없어 좌절한다. 어둠의 세계에 빠진 아들 동철과 검사가 된 아들 동욱을 사랑하지만 그 아들들의 힘을 빌어 죽은 남편의 복수를 하려는 비정함도 가지고 있는 여인이다.
- 故 이기철 (이종원) : 이동철, 이기순의 아버지, 이동욱의 양부, 신명훈의 생부, 신태호의 친조부. 태성광업소 노조위원장. 태성광업소 노조위원장으로 같은 광부들을 친 자식 같이 사랑하는 마음을 가진 가슴 따뜻한 인물. 광부들에게 임금도 제대로 주지 않고 개처럼 부려먹는 신태환에 대항해 광부들을 선동하여 파업을 일으키지만 신태환이 계획한 갱도 붕괴 사고[a]로 인해 탄광 작업 후 갱도에서 나오다가 억울한 죽음을 당한다.
- 정자 (전미선) : 이기철의 둘째 부인이자 이기순의 어머니. 한때 이기철과 연인 관계였으나, 이후 헤어지고 다시 이기철을 만났다.
- 이기순 (전소민 / 아역 : 진지희) : 이기철과 정자 사이에서 태어난 막내딸. 동철과 명훈의 이복남매. 후에 왕건과 결혼한다.
- 김태선 (윤동환) : 태성전자에서 근무하던 이동철의 오른팔.

### 신태환 주변 인물
- 故 오형섭 회장 (김성겸) : 태성그룹 수장이자 태성그룹 창업주, 온화하면서도 카리스마 있는 인물로 맨몸으로 태성그룹을 일으켜 세운 거인이다. 사위인 신태환의 야망을 간파하고 견제하고 외손자 신명훈에게 태성의 회장직을 물려주려 하지만, 신태환의 공작으로 인해 충격받게 되고 이동욱의 신태환 비리폭로로 인해 식물인간이 된 후 얼마 지나 세상을 떠난다.
- 신태환 (조민기 / 아역 : 최원홍) : 1932년 12월 18일생. 태성광업소 소장. 신명훈의 양부. 이동욱의 생부. 태성건설 사장. 오형섭 회장의 사위. 물욕, 권력욕의 화신으로 돈 되는 일이라면 가리지 않고 눈 하나 깜빡 안하고 사람도 죽일 수 있는 위인으로 이동철, 이동욱 형제의 아버지 이기철을 죽인 장본인이다. 국대화회장과 카지노건설을 두고 끓임 없는 대립전과 함께 후에는 부산의 호텔, 슬롯머신을 두고 이동철과 대립한다. 끓임 없이 자신의 야욕을 채우려 주위사람들을 이용하며 자생하지만, 천경태의 속임수에 넘어가 유미애와 함께 최후를 맞게 된다.
- 오윤희 (나현희) : 故 오형섭 회장의 외동딸. 신태환의 아내. 명훈의 양모. 이동욱의 친생모.
- 천경태 (이원재): 신태환의 비서이자 가장 친한 동료. 이전엔 이기철에게 든든한 버팀목이었으나, 이후 배신하고 신태환에게 돌아서며 신태환의 권력 행사를 돕는데 큰 역할을 한다. 그러나 마지막에 신태환을 돕는 척하다가 결국 신태환마저 배신하고 만다.
- 제니스 (정혜영 / 아역 : 박하영) : 신태환의 어린시절 친구.
- 황규택 : 제주 인터내셔널 카지노 대표.

### 신명훈 주변 인물
- 신태호 (박희건 / 아역 : 이디엘) : 신명훈과 김지현의 아들.

### 민혜린 주변 인물
- 민석철 회장 (박근형) : 대한일보 수장.
- 배화미 (정영숙) : 민혜령의 친모. 민혜린의 계모. 민석철의 아내.
- 민혜령 (정소영) : 민석철 회장의 큰 딸.
- 백성현 (박성웅) : 민혜령의 남자친구.

### 국영란 주변 인물
- 故 국대화 회장 (유동근) : 대화그룹 수장.
- 故 마이크 패커 (데니스 오) : 국영란의 前 약혼자. 국영란과 결혼해으나, 얼마 지나지 않아 익수 사고로 숨진다.

### 그 외 인물
- 레베카 (신은정) : 본명은 유미애. 태성병원 간호사였다. 신태환의 내연녀로 신태환의 아이를 임신하고 있었지만, 자신의 야망에 걸림돌이 된다는 이유로 신태환에 의해 강제로 낙태 수술을 받게 된다. 이후 신태환에 대한 복수심의 발로로 인해 한날 한시에 같은 병원에서 태어난 두 생명을 바꿔치기 한다.[b] 이후 신태환에 대한 복수심을 키우다가 다시 신태환을 만났고, 신태환과 함께 차에 타 동반 자살을 선택한다.
- 김갑수 (전성환) : 황지역(現 태백역) 역장. 지현의 조부.
- 한신부 (이석준) : 이동욱과 이동철 형제의 고향 황지에서 사목하는 로마 가톨릭교회 신부이다. 이동욱, 신명훈의 출생의 비밀을 알고 있다.
- 이왕건 (김형민) : 이기순의 남편. 처음에는 이동철과 함께 소년원에서 만났으나, 이후 떨어져 지내게 되었다. 이후 신태환에게 뒤통수를 맞고 나서 다시 옛 동료들에게 돌아간 후 이기순과 결혼해서 평범한 삶을 얻었다.
- 독사 (고윤후) : 이동철의 오른팔.
- 챙 (박찬환) : 이동철을 구해줬던 삼촌.
- 강기만 (김학철) : 인천 항만 노조위원장. 이동철과 함께 일하는 동료 중 한 명으로, 이후 양옥희를 만나 이동철·이동욱 형제의 이모부가 된다.
- 옥희 (박현숙) : 양춘희의 사촌 동생.
- 김소정 (황정음) : 검찰총장의 딸.
- 천영석 (이효정) : 군사정권의 최측근으로 국대화, 이동철과 깊은 친분을 가지고 있다.
- 한수재 (강은탁)
- 최학성 (이설구)
- 박기섭 (장문석)
- 김주선 (전국환) : 서울중앙지검 검사장.
- 노재봉 검사(이일재) : 서울중앙지검 특수부 부장검사.
- 박 총장(최상훈) : 신태환 회장과 친분이 컸는데, 군사정권의 권력실세였으나 태성그룹의 뇌물 사실이 발각되면서 추락당한다.
- 박광철 의원(양형호) : 신태환 회장에게 뇌물을 받은 국회의원으로, 4선 국회의원을 했지만 그린벨트 지역을 태성건설의 택지개발 지역으로 바꾸는 과정에서 불법로비를 했다. 하지만 이동욱 검사에 의해서 사법처리된다.

## 시청률
최저 시청률과 최고 시청률은 시청률 조사회사와 지역별로 시청률에 차이가 있을 수 있습니다.
| 2008년      | 2008년      | 2008년      | 2008년         | 2008년       |
| 회차        | 방송일      | 시청률      | 시청률         | 시청률       |
| 회차        | 방송일      | TNmS 시청률 | AGB 시청률     | AGB 시청률   |
| 회차        | 방송일      | TNmS 시청률 | 대한민국(전국) | 서울(수도권) |
| ----------- | ----------- | ----------- | -------------- | ------------ |
| 제1회       | 8월 26일    | 11.3%       | 10.9%          | 11.5%        |
| 제2회       | 8월 26일    | 12.1%       | 11.5%          | 13.2%        |
| 제3회       | 9월 1일     | 15.6%       | 15.5%          | 16.5%        |
| 제4회       | 9월 2일     | 17.8%       | 17.8%          | 19.2%        |
| 제5회       | 9월 8일     | 18.6%       | 17.5%          | 18.5%        |
| 제6회       | 9월 8일     | 21.0%       | 18.9%          | 21.6%        |
| 제7회       | 9월 15일    | 19.7%       | 20.5%          | 21.6%        |
| 제8회       | 9월 16일    | 26.3%       | 25.3%          | 27.0%        |
| 제9회       | 9월 22일    | 25.8%       | 26.6%          | 28.7%        |
| 제10회      | 9월 23일    | 25.2%       | 26.0%          | 27.8%        |
| 제11회      | 9월 29일    | 26.5%       | 24.6%          | 25.8%        |
| 제12회      | 9월 30일    | 26.7%       | 27.0%          | 28.9%        |
| 제13회      | 10월 6일    | 24.7%       | 24.6%          | 26.5%        |
| 제14회      | 10월 7일    | 26.0%       | 26.3%          | 28.4%        |
| 제15회      | 10월 13일   | 25.0%       | 25.6%          | 28.2%        |
| 제16회      | 10월 14일   | 26.0%       | 25.5%          | 28.2%        |
| 제17회      | 10월 20일   | 28.7%       | 27.0%          | 29.7%        |
| 제18회      | 10월 21일   | 26.0%       | 25.3%          | 27.4%        |
| 제19회      | 10월 27일   | 23.6%       | 24.2%          | 27.0%        |
| 제20회      | 10월 28일   | 25.2%       | 24.5%          | 27.1%        |
| 제21회      | 11월 3일    | 25.0%       | 24.1%          | 27.1%        |
| 제22회      | 11월 4일    | 24.7%       | 25.4%          | 28.2%        |
| 제23회      | 11월 10일   | 22.8%       | 24.2%          | 25.9%        |
| 제24회      | 11월 11일   | 24.5%       | 24.2%          | 25.8%        |
| 제25회      | 11월 17일   | 23.9%       | 24.6%          | 26.4%        |
| 제26회      | 11월 18일   | 25.9%       | 26.6%          | 29.6%        |
| 제27회      | 11월 24일   | 24.5%       | 25.6%          | 27.9%        |
| 제28회      | 11월 25일   | 25.2%       | 24.8%          | 26.6%        |
| 제29회      | 12월 1일    | 27.3%       | 26.9%          | 28.9%        |
| 제30회      | 12월 2일    | 28.1%       | 27.2%          | 29.7%        |
| 제31회      | 12월 8일    | 27.5%       | 27.7%          | 30.8%        |
| 제32회      | 12월 9일    | 28.5%       | 28.1%          | 31.1%        |
| 제33회      | 12월 15일   | 29.6%       | 27.2%          | 30.1%        |
| 제34회      | 12월 16일   | 32.3%       | 29.4%          | 32.1%        |
| 제35회      | 12월 22일   | 28.1%       | 27.3%          | 30.3%        |
| 제36회      | 12월 23일   | 31.1%       | 29.6%          | 32.2%        |
| 2009년      |             |             |                |              |
| 회차        | 방송일      | 시청률      | 시청률         | 시청률       |
| 회차        | 방송일      | TNmS 시청률 | AGB 시청률     | AGB 시청률   |
| 회차        | 방송일      | TNmS 시청률 | 대한민국(전국) | 서울(수도권) |
| 제37회      | 1월 5일     | 28.0%       | 27.3%          | 29.2%        |
| 제38회      | 1월 6일     | 28.2%       | 28.6%          | 30.3%        |
| 제39회      | 1월 12일    | 25.7%       | 26.4%          | 29.0%        |
| 제40회      | 1월 13일    | 28.4%       | 28.6%          | 30.4%        |
| 제41회      | 1월 19일    | 25.1%       | 27.1%          | 29.7%        |
| 제42회      | 1월 20일    | 26.5%       | 27.0%          | 29.3%        |
| 제43회      | 1월 26일    | 17.5%       | 18.6%          | 22.1%        |
| 제44회      | 1월 27일    | 21.8%       | 24.2%          | 26.3%        |
| 제45회      | 2월 2일     | 23.3%       | 24.1%          | 26.9%        |
| 제46회      | 2월 3일     | 25.5%       | 26.4%          | 28.5%        |
| 제47회      | 2월 9일     | 24.4%       | 23.3%          | 24.9%        |
| 제48회      | 2월 10일    | 25.9%       | 26.1%          | 27.6%        |
| 제49회      | 2월 16일    | 23.8%       | 24.6%          | 26.0%        |
| 제50회      | 2월 17일    | 27.0%       | 26.6%          | 28.6%        |
| 제51회      | 2월 23일    | 23.2%       | 24.7%          | 26.5%        |
| 제52회      | 2월 24일    | 25.6%       | 25.7%          | 27.7%        |
| 제53회      | 3월 2일     | 25.9%       | 26.6%          | 28.3%        |
| 제54회      | 3월 3일     | 24.5%       | 26.5%          | 28.4%        |
| 제55회      | 3월 10일    | 25.8%       | 27.5%          | 29.4%        |
| 제56회      | 3월 10일    | 30.1%       | 29.8%          | 33.9%        |
| 평균 시청률 | 평균 시청률 | 24.8%       | 24.8%          | 26.9%        |

## 연장
- 당초 50부작으로 기획되었으나 후속작으로 마련된 그대를 사랑합니다의 편성이 취소되자 4편 늘린 54회로 끝낼 예정이었다.[1]
- 하지만, 대체 후속작으로 낙점된 내조의 여왕의 준비 미흡 탓인지[2] 2편 늘린 56회로 막을 내렸다.

## 수상 경력
- 2008년 MBC 연기대상
  - 남자 인기상, 대상 송승헌
  - 여자 신인상, 여자 인기상 이연희
  - 여자 우수상 한지혜
  - 남자 우수상 조민기
  - 아역상 신동우, 박건태, 남지현
  - 남자 신인상 박해진
  - 남자 특별상 연정훈
  - 여자 최우수상 이미숙
  - 연속극 부문 황금 연기상 박근형
  - 조연배우부문 황금 연기상 신은정
  - 중견배우부문 황금연기상 유동근
  - 베스트 커플상 송승헌 & 이연희

## 논란

### 연기대상 수상 논란
연기력이 많이 부족했을 당시, 송승헌이 김명민이 공동수상을 하게 되면서, 시청자들에게 공분을 사는 드라마로 전략하게 된다. 더군다나 이에 대해서 MBC측도 너무 한거 아니냐는 입장도 나오게 된다.

### 연기력 논란
송승헌과 이연희 분들 분량이 너무 많아지게 되는데, 이때 이 두 배우분들이 연기력에 자질이 의심이 되는 시기였음에도 불구하고 지속적으로 너무 과도하게 이야기 흐름을 깰만큼 연기력 논란이 있는 두 배우를 러브라인으로 만들어 가는것 아니냐는 공분이 이어지기도 했습니다.

### 송승헌 편파 논란
송승헌이 러브라인과 드라마에서 요구하는 스토리대로 흐름이 이어진다는 이야기들과 비판이 오고갔고, 이에 대해 시청자들 공분과 논란이 많았던 드라마이다. 그래서 이다해 분 극본이나 갈등, 불화설에 시달리게 된 것이 아니냐는 얘기가 생겨났고, 이후 이다해 배우님 하차와 송승헌, 이연희 러브라인에 대한 비판과 여론 뭇매를 피할수는 없게 된 드라마가 됐다.

### 이다해 포스터 제외 논란
배중 배분으로 제작진과 불화가 계속 이어졌고, 이로 인해서 이다해 분이 40회 이후로 자진 하차를 선언하게 된다. 그로 인해서 포스터를 제외 시켰는데 이 역시 논란과 분노를 낳았다. MBC와 스태프, 작가가 모두 이다해 지우기에 대해서 비판을 피해갈수가 없게 됐다.

### 평가
이다해 분 포스터 제외 논란이나 불화설 갈등으로 인해서 많은 배역들이 빠지고, 이야기 흐름이 빠지게 되었으며 아쉽다, 작가 잘못이 크다는 여론이 지배적이다.

## 기타 사항
- 카지노를 비리와 부정의 온상으로만 몰았다는 지적이 있다.
- 7326호 디젤 기관차를 옛 철도청 화물 전용 도색으로 임시로 칠하는 계기가 되었다.
- 중앙선 평은역이 촬영지로 사용되기도 했다.
- 김영삼 정권 당시 차량들이 신형차나 각이 없는 국산차로 마구 나왔는데, 사실과 다르게 실제는 90년대까지만 해도 차량들은 각이 있는 차량들을 썼고 수사차량들도 이 때까지만 해도 지프차를 많이 썼다.
- 김진웅 선문대학교 교수가 공개한 드라마PD협회 내부 자료에 따르면, 주연 배우 송승헌은 회당 7,000만원의 출연료를 받았다.[3]
- 방송인 겸 작가 이참에게는 SBS 특집 드라마 《압록갑은 흐른다》와 아울러 사실상 연기자 분야 양대 은퇴작 중 하나이기도 하다.
- KBS 드라마본부의 이강현 기획 팀장의 인터뷰에서, "일본의 만화가인 카미오 요코의 원작 만화 그대로 극화한 KBS 2TV 월화 드라마 '꽃보다 남자'의 본방송 시점을 2009년 상반기 방영작으로 최종 확정된 이후에, '에덴의 동쪽'의 시청률이 한자릿수로 오락가락했다"라고 덧붙였다.

## 비고
1. ↑  이기철을 갱 안에 매몰시키라는 신태환의 지시에 태성광업소 화약반 폭약기술자인 장현태가 막장에 있는 배기관을 뚫어서 메탄가스를 누출시킨 후 폭약을 발파하여 갱도를 붕괴한 것이다.
2. ↑  그 사건으로 인해 신태환의 아들은 광부 이기철의 아들 이동욱으로, 광부 이기철의 아들은 태성그룹 재벌 3세 신명훈으로 운명이 바뀌게 된다.